# Большой Когей
Большо́й Коге́й или Когей (укр. Великий Когей, крымскотат. Büyük Kögey, Буюк Когей) является одним из пяти пресных озёр Крымского полуострова, также одним из четырёх яйловых озёр полуострова. Расположено в междуречье рек Бурульча и Биюк-Карасу. При максимальной весенней площади зеркала около 0,11 км² и глубине около 0,7 м с площадью водосбора 0,87 км², максимальная длина озера 1,4 км, ширина — 50 м. Озеро имеет карстовое происхождение и является бессточным. Большая часть воды испаряется, остальное просачивается в карст. Местное население характеризует Когей не как озеро в традиционном понимании, а как пересыхающий крымский «голь».